# Efnisien
Nella mitologia gallese Efnisien (o Efnysien) è il figlio di Penarddun ed Euroswydd, fratello gemello di Nisien.
Nel secondo ramo del Mabinogion, Matholwch, re d'Irlanda, sposa Branwen, sorellastra di Efnisien, regalando dei cavalli a Brân il Benedetto, fratello di Branwen. Infuriato perché non è stato chiesto il suo consenso al matrimonio, Efnisien mutila i cavalli. Matholwch si offende profondamente, ma Brân gli regala un calderono in grado di riportare in vita i morti.
In Irlanda dopo un anno nasce Gwern, figlio di Matholwch e di Branwen, Avuto l'erede, Matholwch maltratta la moglie facendola servire nelle cucine. Branwen manda un messaggio al fratello Bran che viene a soccorrerla. Quando Matholwch vede avvicinarsi il gigante, chiede la pace e gli offre di vivere con loro. Quindi fa costruire una casa grande abbastanza per Bran. Bran pretende che il regno passi al nipote Gwern e Matholwch accetta. Ma i signori irlandesi non sono d'accordo e si nascondono in sacchi per la farina per attaccare di sorpresa i britanni. Efnisien intuisce l'insidia e li strangola. Quella stessa sera durante la festa Efnisien getta Gwern nel fuoco causando la guerra tra irlandesi e gallesi.
Durante la battaglia gli irlandesi reintegrano i loro ranghi resuscitando i loro morti, mettendoli nel calderone. Efnisien si sacrifica gettandosi nel calderone e morendo lo distrugge. Bran viene ferito mortalmente e ordina ai suoi uomini di tagliargli la testa (che sopravvive per magia) e di riportarla in Galles. Alla fine della guerra muoiono tutti tranne cinque donne gravide irlandesi e sette guerrieri britanni. I sette riportano Branwen e la testa parlante di Brân in Galles. Ad Aber Alaw Branwen muore. Dopo aver trascorso ottant'anni in un castello incantato, i sette guerrieri seppelliscono la testa di Bran sulla Collina Bianca (forse la  Torre di Londra) con lo sguardo rivolto verso la Francia. Secondo la leggenda finché la testa di Bran rimarrà lì, la Britannia non verrà invasa.